# Wrocławski Klub Wysokogórski
Wrocławski Klub Wysokogórski – istniejący od 1951 r. Klub Wysokogórski, zrzeszony w Polskim Związku Alpinizmu, z siedzibą we Wrocławiu, gromadzący osoby, których pasją są góry, turystyka górska i wspinaczka. 

## Historia
Współczesny Wrocławski Klub Wysokogórski rozpoczął swoją działalność w 1951 r. jako Koło Wrocławskie Klubu Wysokogórskiego PTTK we Wrocławiu. W 1974 r. w ramach przekształcenia ogólnopolskiego Klubu Wysokogórskiego w Polski Związek Alpinizmu Wrocławski klub przybrał nazwę Klub Wysokogórski Wrocław i został członkiem PZA. Już rok później członkowie wyprawy KW Wrocław: Kazimierz Głazek, Janusz Kuliś, Marek Kęsicki, Andrzej Sikorski i Bohdan Nowaczyk dokonali pierwszego wejścia na Broad Peak Środkowy. Podczas schodzenia z wierzchołka śmierć ponieśli Nowaczyk, Sikorski i Kęsicki. Było to pierwsze w historii wejście Polaków na szczyt ośmiotysięczny.
Członkami wrocławskiego klubu byli m.in.: Kazimierz Głazek, Bogdan Jankowski, Roman Bebak, Janusz Fereński, Janusz Kuliś, Marek Kęsicki, Wanda Rutkiewicz, Wojciech Kurtyka, Agnieszka Bielecka, Krzysztof Wielicki, Aleksander Lwow, Ewa Panejko-Pankiewicz, Adam Uznański.